# エルンスト・ヤコビ
エルンスト・ヤコビ（Ernst Jacobi, 1933年7月11日 - 2022年6月23日）は、ドイツの俳優。ベルリン出身。

## 出演作品
- ドイツ・青ざめた母 DEUTSCHLAND BLEICHE MUTTER (1980)-ハンス
- Je m'appelle Victor  (1993)-ミロス
- Hamsun (1996)-アドルフ・ヒトラー
- 白いリボンDas weiße Band (2009)-語り手